# Hannah Kearney
Hannah Angela Kearney (Hanover (New Hampshire), 26 februari 1986) is een Amerikaanse freestyleskiester die is gespecialiseerd in het onderdeel moguls. Ze vertegenwoordigde haar vaderland op de Olympische Winterspelen 2006 in Turijn, op de Olympische Winterspelen 2010 in Vancouver en op de Olympische Winterspelen 2014 in Sotsji.

## Carrière
Kearney maakte haar wereldbekerdebuut in januari 2003 in Mont Tremblant. Elf maanden later stond ze in Ruka voor de eerste maal op het podium. In februari 2004 boekte ze in Naeba haar eerste wereldbekerzege. Op de wereldkampioenschappen freestyleskiën 2005 in Ruka veroverde de Amerikaanse de wereldtitel in de moguls. Tijdens de Olympische Winterspelen van 2006 in Turijn eindigde Kearney op dat onderdeel op de tweeëntwintigste plaats. 
In Inawashiro nam de Amerikaanse deel aan de wereldkampioenschappen freestyleskiën 2009. Op dit toernooi sleepte ze de bronzen medaille in de wacht op de dual moguls en eindigde ze als veertiende op de moguls. Tijdens de Olympische Winterspelen van 2010 in Vancouver veroverde Kearney olympisch goud in de moguls.
Op de wereldkampioenschappen freestyleskiën 2011 in Deer Valley behaalde ze de zilveren medaille op het onderdeel moguls en de bronzen medaille op het onderdeel dual moguls. In Voss nam de Amerikaanse deel aan de wereldkampioenschappen freestyleskiën 2013. Op dit toernooi sleepte ze de wereldtitel in de wacht op het onderdeel moguls, op het onderdeel moguls legde ze beslag op de bronzen medaille. Tijdens de Olympische Winterspelen van 2014 in Sotsji veroverde Kearney de bronzen medaille op het onderdeel moguls.  Aan het eind van het seizoen 2013/2014 legde ze, voor de vijfde maal in haar carrière en voor de vier keer op rij, beslag op de eindzege in het moguls wereldbekerklassement. Daarnaast won ze voor de derde maal het algemene wereldbekerklassement.
Op de wereldkampioenschappen freestyleskiën 2015 in Kreischberg werd Kearney wereldkampioene op het onderdeel dual moguls, op het onderdeel moguls sleepte ze de zilveren medaille in de wacht.

## Resultaten

### Olympische Spelen
| Jaar | Plaats    | Resultaten |
| ---- | --------- | ---------- |
| 2006 | Turijn    | 22e Moguls |
| 2010 | Vancouver | Moguls     |
| 2014 | Sotsji    | Moguls     |

### Wereldkampioenschappen
| Jaar | Plaats      | Resultaten               |
| ---- | ----------- | ------------------------ |
| 2005 | Ruka        | Moguls                   |
| 2009 | Inawashiro  | Dual Moguls · 14e Moguls |
| 2011 | Deer Valley | Dual Moguls · Moguls     |
| 2013 | Voss        | Dual Moguls · Moguls     |
| 2015 | Kreischberg | Dual Moguls · Moguls     |

### Wereldbeker
Eindklasseringen
| Seizoen   | Algm   | MO    |
| --------- | ------ | ----- |
| 2002/2003 | 79e    | 30e   |
| 2003/2004 | 13e    | 4e    |
| 2004/2005 | 10e    | 5e    |
| 2005/2006 | 14e    | 5e    |
| 2006/2007 | 33e    | 14e   |
| 2007/2008 | 84e    | 24e   |
| 2008/2009 | Zilver | Goud  |
| 2009/2010 | 6e     | Brons |
| 2010/2011 | Goud   | Goud  |
| 2011/2012 | Goud   | Goud  |
| 2012/2013 | 4e     | Goud  |
| 2013/2014 | Goud   | Goud  |

Wereldbekerzeges
| Datum            | Plaats          | Onderdeel   |
| ---------------- | --------------- | ----------- |
| 22 februari 2004 | Naeba           | Moguls      |
| 7 maart 2004     | Airolo          | Moguls      |
| 14 december 2005 | Tignes          | Moguls      |
| 18 december 2008 | Méribel         | Dual Moguls |
| 29 januari 2009  | Deer Valley     | Moguls      |
| 14 februari 2009 | Åre             | Dual Moguls |
| 12 december 2009 | Suomu           | Moguls      |
| 21 januari 2010  | Lake Placid     | Moguls      |
| 12 maart 2010    | Åre             | Moguls      |
| 13 maart 2010    | Åre             | Dual Moguls |
| 11 december 2010 | Ruka            | Moguls      |
| 21 december 2010 | Beida Lake      | Moguls      |
| 22 januari 2011  | Lake Placid     | Moguls      |
| 23 januari 2011  | Lake Placid     | Moguls      |
| 29 januari 2011  | Calgary         | Moguls      |
| 26 februari 2011 | Mariánské Lázně | Dual Moguls |
| 11 maart 2011    | Åre             | Moguls      |
| 12 maart 2011    | Åre             | Dual Moguls |
| 20 maart 2011    | Voss            | Dual Moguls |
| 10 december 2011 | Ruka            | Moguls      |
| 20 december 2011 | Méribel         | Moguls      |
| 14 januari 2012  | Mont Gabriel    | Moguls      |
| 19 januari 2012  | Lake Placid     | Moguls      |
| 28 januari 2012  | Calgary         | Moguls      |
| 2 februari 2012  | Deer Valley     | Moguls      |
| 4 februari 2012  | Deer Valley     | Dual Moguls |
| 12 februari 2012 | Beida Lake      | Moguls      |
| 18 februari 2012 | Naeba           | Moguls      |
| 9 maart 2012     | Åre             | Moguls      |
| 10 maart 2012    | Åre             | Dual Moguls |
| 17 januari 2013  | Lake Placid     | Moguls      |
| 31 januari 2013  | Deer Valley     | Moguls      |
| 2 februari 2013  | Deer Valley     | Dual Moguls |
| 15 februari 2013 | Sotsji          | Moguls      |
| 16 maart 2013    | Åre             | Dual Moguls |
| 22 maart 2013    | Sierra Nevada   | Dual Moguls |
| 15 december 2013 | Ruka            | Moguls      |
| 9 januari 2014   | Deer Valley     | Moguls      |
| 11 januari 2014  | Deer Valley     | Moguls      |
| 2 maart 2014     | Inawashiro      | Dual Moguls |
| 16 maart 2014    | Voss            | Dual Moguls |
| 21 maart 2014    | Sierra Nevada   | Dual Moguls |
| 3 januari 2015   | Calgary         | Moguls      |
| 7 februari 2015  | Val Saint-Côme  | Moguls      |